# Floriano Papi
Floriano Papi (Follonica, 22 dicembre 1926 – Pisa, 14 marzo 2016) è stato uno zoologo ed etologo italiano.

## Biografia
Nel 1947 si è laureato in scienze naturali all'Università di Pisa.
Nel 1955 diventa socio della Societas pro Flora et Fauna Fennica.
È stato docente di zoologia (nel 1963) e etologia (nel 1980).
Dal 1971 al 1974 è stato segretario dell'Unione zoologica italiana. Dal 1976 al 1978 e dal 1989 ha presieduto la carica di presidente della Società italiana di etologia, della quale è anche fondatore insieme a Leo Pardi e Danilo Mainardi. Nel 1982 diventa membro dell'International Ornithological Committee.
Nel 1985 diventa socio dell'Accademia toscana di scienze e lettere. Era inoltre socio dell'Accademia nazionale dei Lincei e presidente onorario dell'Unione degli atei e degli agnostici razionalisti (UAAR).

## Opere
Floriano Papi ha pubblicato oltre 150 pubblicazioni scientifiche, tra cui:
- (DE) Über einige Typhloplaninen (Turbellaria neorhabdocoela), Societas pro fauna et flora Fennica, 1951.
- (DE) Beiträge zur Kenntnis der Macrostomiden (Turbellarien), Societas pro fauna et flora Fennica, 1953.
- Konrad Lorenz, Floriano Papi, Annie Eisenmenger, Amina Pandolfi, E l'uomo incontrò il cane[collegamento interrotto], 9ª ed., Fabbri, 1980.
- (EN) Biological evolution: The present status of our knowledge, in Rendiconti Lincei, vol. 9, n. 2, 2008,  pp. 205-208, DOI:10.1007/s12210-008-0012-x.
- (EN) Navigation of marine, freshwater and coastal animals: concepts and current problems, in Marine and Freshwater Behaviour and Physiology, vol. 39, n. 1, 2006,  pp. 3-12, DOI:10.1080/10236240600563057.

È inoltre autore del libro (EN) Animal homing, Chapman & Hall, 1992, ISBN 0-412-36390-9.

## Riconoscimenti
- 1960: Premio Giovanni Battista Grassi[1]
- 1975: Medaglia d'oro per le scienze fisiche e naturali[1]
- 1992: Premio Feltrinelli dell'Accademia Nazionale dei Lincei[4]